# Cataloipus pulcher
Cataloipus pulcher är en insektsart som beskrevs av Sjöstedt 1929. Cataloipus pulcher ingår i släktet Cataloipus och familjen gräshoppor.

## Underarter
Arten delas in i följande underarter:
- C. p. pulcher
- C. p. aethiopicus